# Margarita de Lucas
Margarita de Lucas (Fuenterrabía, Guipúzcoa, España) galerista de arte contemporáneo española que fundó en los años 60 la primera galería de arte contemporáneo de Madrid, y una de las más antiguas de España, la Galería Edurne.

## Biografía y trayectoria profesional
Nace en Fuenterrabía y más tarde se traslada a Irún, donde estudia piano y otros ámbitos relacionados con la cultura. Eduardo Chillida, Jorge Oteiza o Gaspar Montes Iturrioz fueron algunos de los artistas que influyeron en su carrera.
Durante su juventud, asiste y participa en conferencias de la revista oral “AyA” (Arte y Amistad) organizadas por su hermano, que incluían mesas redondas y charlas sobre cine, poesía y pintura.
Dedica su vida a la promoción del arte contemporáneo a través de la Galería Edurne, en la que expone desde sus inicios a artistas que hoy son referente del arte contemporáneo, algunos de ellos: Luis Gordillo, Manolo Millares, Richard Serra, Joseph Beuys, Eusebio Sempere, Carl André, Elena Asins, entre otros. Desde sus inicios, participa en ferias internacionales de arte contemporáneo como FIAC, ARCO, ARTLONDON, ARTCOLOGNE, ARTEMADRID, MASQUELIBROS.
Promotora y cofundadora de la primera Asociación de Galerías de Arte Contemporáneo española. Una de sus hijas, Marcela Navascués de Lucas, se dedica también al arte estudiando fotografía y vídeo para más tarde dedicarse a la investigación de la técnica de dorar, con la que elabora instalaciones de pan de oro.

### Galería Edurne
Esta galería la funda en 1964 junto a su marido Antonio Navascués, también pionero de la cultura contemporánea española. Considerada la galería más antigua de Madrid, se encuentra actualmente en El Escorial, aunque a lo largo de su historia se ha ubicado en nueve locales distintos de la ciudad de Madrid y en Segovia.

#### Años 60
La inauguración de la galería se celebró el 11 de marzo de este mismo año, con la presencia del pintor Erich Degner. Los inicios de la galería se enmarcan en una época en la que la colaboración con otros espacios de arte nacionales e internacionales es fundamental, aspecto que va desapareciendo una vez llega La Transición.

#### Años 80
En 1979 se traslada a Pedraza (Segovia) donde se da un periodo de regeneración para regresar a la capital en 1982 en pleno auge cultural de la Movida Madrileña. En este momento participa en diversas actividades, tales como exposiciones de Elena Santoja, Luis Tomasello y Manolo Millares. Realiza una exposición homenaje a este último artista en la Galería Pierre Matisse de Nueva York en el año 1979. En 1988 participa en la FIAC de París como representante de España.

#### Actualidad
A finales de 2007, trasladan el local a Chueca en la calle Libertad, aunque tras el comienzo de la crisis económica que sufrió el país, deciden dar un giro y se establecen en su ubicación actual, El Escorial, donde desarrollan varios proyectos entre los que destacan dos: “Jardín de Esculturas” y “El Proyecto Azara”. En ambos trabajos predominan las experiencias en el extranjero, a través de una crítica a las pocas posibilidades de promocionar el arte en España. Según las palabras de Lucas:
“Es algo endémico de los españoles no saber reconocer nuestra valía [...] el resto es dejadez por parte de quien no tiene interés por nada que vaya más allá de lo práctico”
En “El Espacio Azara” se plasman las vivencias de los viajes que de Lucas ha realizado por el mundo en obras procedentes de Francia, Bélgica o Japón.